# 野鸦椿
野鸦椿（学名：Staphylea japonica）为省沽油科省沽油属下的一个种。

## 扩展阅读
- 維基物種上的相關：野鸦椿